# Didier Courrèges
Didier Courrèges (n. 15 iunie 1960, Évreux, Haute-Normandie, Franța) este un sportiv ce a reprezentat Franța, medaliat olimpic. A participat la 2 ediții ale Jocurilor Olimpice (2000, 2004) în care a câștigat o medalie de aur.